# Eritrea en los Juegos Olímpicos de Atenas 2004
Eritrea estuvo representada en los Juegos Olímpicos de Atenas 2004 por cuatro deportistas, tres hombres y una mujer, que compitieron en atletismo.
El portador de la bandera en la ceremonia de apertura fue el atleta Yonas Kifle.

## Medallistas
El equipo olímpico eritreo obtuvo las siguientes medallas:
| Nombre          | Deporte   | Competición |
| --------------- | --------- | ----------- |
| Oro             |           |             |
| —               |           |             |
| Plata           |           |             |
| —               |           |             |
| Bronce          |           |             |
| Zersenay Tadese | Atletismo | 10 000 m M  |